# Франкович, Вальнер
Вальнер Франкович (хорв. Valner Franković; род. 9 июля 1968, Раша) — хорватский гандболист, чемпион Олимпийских игр 1996 года и Средиземноморских игр 1997 года.

## Биография
Воспитанник клуба «Рудар» (Лабин). Начинал играть в гандбол на позиции вратаря, но через несколько лет сменил амплуа, став левым нападающим. В 1987 году перешёл в «Замет» (Риека), где провёл несколько лет (с перерывами). В 1993—1995 годах играл в «Баделе» (Загреб), с которым в сезонах 1993/94 и 1994/95 выиграл и чемпионат, и кубок страны. Далее выступал за клубы из Карловаца и Модены, а в 2000 году вернулся в родной клуб «Рудар», где и завершил карьеру.
На летних Олимпийских играх 1996 завоевал золотую медаль в составе сборной Хорватии. В этом же году был удостоен Государственной спортивной награды имени Франьо Бучара.
После завершения карьеры открыл в Лабине кофейню «Олимп», где разместил олимпийскую медаль.